# Féron
Féron é uma comuna francesa na região administrativa de Altos da França, no departamento do Norte. Estende-se por uma área de 13.39 km². Em 2010 a comuna tinha 576 habitantes (densidade: 43 hab./km²).